# Lista de episódios de The Good Wife
Está é uma lista dos episódios da série de televisão The Good Wife.
A série é focada em Alicia Florrick (Julianna Margulies), cujo marido, Peter Florrick (Chris Noth), está preso por envolvimento em escândalo envolvendo sexo e corrupção. Ela retorna a seu velho emprego, como advogada de defesa para recuperar sua reputação e de seus dois filhos. A série estreou em 22 de setembro de 2009 nos Estados Unidos e em 9 de novembro de 2009 no Brasil.

## 1ª temporada
A primeira temporada de The Good Wife estreou em 22 de novembro de 2009 terminou em 25 de maio de 2010. Teve um total de 23 episódios.

### 2009
| Ep.T. | Ep. | Título       | Diretor(a)          | Estados Unidos | Estados Unidos | Código |
| Ep.T. | Ep. | Título       | Diretor(a)          | Audiência      | Exibição       | Código |
| 1 | 1   | "Pilot"      | Charles McDougall   | 13.71          | 22 de setembro | 101    |
| O episódio começa com a declaração da renúncia de Peter Florrick, promotor público do Condado de Cook e marido de Alicia Florrick. Alicia retorna ao trabalho como advogada de defesa na Stern, Lockhart & Gardner convidada por seu amigo de faculdade, Will Gardner, seis meses mais tarde da declaração de seu marido.Logo ao chegar é designada para seu primeiro caso, o segundo julgamento de uma mulher acusada de matar seu ex-marido. Alicia, ajudada por Kalinda Sharma, a investigadora da firma, percebe que as fitas de vídeo do estacionamento dos últimos dias são idênticas, sendo cópias. Alicia também acha pelos de gato que mostram que o culpado é o irmão da mulher da vítima. |     |              |                     |                |                |        |
| 2 | 2   | "Stripped"   | Charles McDougall   | 13.69          | 29 de setembro | 102    |
| Neste episódio, Alicia defende uma stripper que alega ter sido estuprada por um milionário de uma renomada família de Chicago. Durante as investigações, ela suspeita que a mulher possa ter dormido com seu marido, assim refletindo se seus filhos devem visitá-lo na prisão.Enquanto isso, deixam fotos de Peter com uma prostituta na porta da casa dos Florrick, que são abertas pelos filhos de Alicia. Zach descobre, no computador, que as fotos são montagens. |     |              |                     |                |                |        |
| 3 | 3   | "Home"       | Scott Ellis         | 13.69          | 6 de outubro   | 103    |
| Nesse caso, Alicia cuida do caso de Kenny, um jovem acusado do assassinato de um segurança após entrar na casa de amigo para pegar drogas. Kenny é filho de uma das antigas amigas de Alicia, que mantém distância dela desde o escândalo envolvendo seu marido.Os pais de Kenny não concordam que Alicia seja a advogada do processo, então ela fica na segunda cadeira, enquanto Cary se torna o advogado principal. Um colega de Kenny estava junto no momento do crime e afirma que Kenny é o assassino. Cary é inexperiente nos tribunais e Alicia consegue uma prova que compromete a testemunha de acusação: a grama é irrigada a noite, durante certos horários, e se o amigo de Kenny realmente estivesse ali, ele chegaria a delegacia molhado.                                                                              |     |              |                     |                |                |        |
| 4 | 4   | "Fixed"      | Dan Minahan         | 12.98          | 13 de outubro  | 104    |
| Alicia é designada no caso de um atleta que sofreu derrame e está processando um laboratório farmacêutico, quando ela acha um bilhete que sugere que um jurado recebeu propina no valor de US$ 35.000. Um jurado é trocado, porém outro havia recebido propina. Alicia, ajudada por Kalinda, descobre que o seu cliente havia subornado o jurado e testemunha a seu favor, mesmo contra a sua vontade.Alicia também recebe presentes do advogado de seu marido, Peter. Este advogado pede a Alicia para procurar correspondências entre Peter e um empreiteiro. Alicia acha o recibo de um relógio, que está no nome do empreiteiro. |     |              |                     |                |                |        |
| 5 | 5   | "Crash"      | Gloria Muzio        | 13.26          | 20 de outubro  | 105    |
| Neste episódio, Alicia e Will tem 72 horas para provar que três trabalhadores de uma indústria de trem não foram culpados pelo acidente que os matou. Kalinda não ajuda no caso, pois foi deslocada por Diane para investigar um caso com uma advogado que Diane estava namorando.A testemunha que pode provar que foi erro da indústria, não quer falar pois ela estava tento um caso extraconjugal, e se testemunhasse, teria que assumi-lo constrangendo seu marido e filhos. Jackie, contra o que Alicia pediu, leva os netos para a prisão ver Peter, e as duas discutem, pois além desse fato, Jackie falou para Peter que Alicia estava trabalhando até tarde com Will no escritório. |     |              |                     |                |                |        |
| 6 | 6   | "Conjugal"   | Rod Holcomb         | 12.74          | 3 de novembro  | 106    |
| Alicia, junto com Will, tenta anular o julgamento de Clarence Wilcox, condenado a morte seis anos antes por tentar matar um policial, condenado devido a uma testemunha que reconheceu Clarence numa foto.Tentando conseguir mais informações sobre o caso, Kalinda faz uma vista a Peter, já que Clarence fora condenado em seu mandato, mas ele não poderia ajudá-la, e o único meio seria uma vista conjugal entre ele e Alicia, que reluta de início, mas depois aceita. Esta visita dá a Alicia a informação de que um delegado que testemunhou mentiu em outra ocasião.O caso é resolvido devido a testemunha principal ter admitido erro no reconhecimento por fotos, assim não deixando nenhuma evidência de que Clarence foi o assassino, e que na verdade fora um homem anteriormente preso por roubo, que morreu na prisão. |     |              |                     |                |                |        |
| 7 | 7   | "Unorthodox" | John Polson         | 13.35          | 10 de novembro | 107    |
| Alicia representa Anna, a filha de um dos principais advogados da firma (Jonas Stern) e seu marido, Isaac, judeus ortodoxos acusados de provocar um acidente ocorrido em frente a casa deles, se sentindo atraída pelo outro advogado e seu modo nada ortodoxo de defender a cliente.Alicia e o advogado principal ganham o caso, provando que na verdade, o acidente fora uma armação, mas Kalinda descobre que ele nunca se formou. Enquanto isso, Will, junto com Diane fazem cortes e demissões na empresa. |     |              |                     |                |                |        |
| 8 | 8   | "Unprepared" | Jim McKay (diretor) | 12.70          | 17 de novembro | 108    |
| Quando Alicia está preparando a defesa de uma cientista acusada de provocar um incêndio, ela é inesperadamente chamada para testemunhar no caso de Peter. |     |              |                     |                |                |        |
| 9 | 9   | "Threesome"  | James Whitmore Jr.  | 12.53          | 24 de novembro | 109    |
| Quando o advogado sênior da firma, Jonas Stern é preso por dirigir alcoolizado, Alicia é chamada para defendê-lo, porem o ego de Stern a atrapalha. Subitamente, ela é forçada a enfrentar a prostituta, Amber Madison. |     |              |                     |                |                |        |
| 10 | 10  | "Lifeguard"  | Paris Barclay       | 14.17          | 15 de dezembro | 110    |
| Quando um juiz nega a Alicia um acordo que ela havia feito, e olha para sua motivação. Enquanto isso, fazem a Diane uma proposta que ela não pode recusar. |     |              |                     |                |                |        |

### 2010
| Ep.T. | Ep. | Título           | Diretor(a)            | Estados Unidos | Estados Unidos | Código |
| Ep.T. | Ep. | Título           | Diretor(a)            | Audiência      | Exibição       | Código |
| 11 | 11  | "Infamy"         | Nelson McCormick      | 13.98          | 5 de janeiro   | 111    |
| Alicia aprende mais sobre Peter enquanto representa Carla Browning, esposa de Glenn Childs, durante seu divórcio. Enquanto isso, Will disputa com uma amiga sua, Emily, num caso contra o comentarista Duke Roscoe. |     |                  |                       |                |                |        |
| 12 | 12  | "Painkiller"     | Steve Shill           | 13.87          | 12 de janeiro  | 112    |
| Alicia e as crianças têm de lidar com uma notícia muito ruim, Peter descobre informação nova que o faz ficar furioso. Enquanto isso, Alicia tem que representar o médico que prescreveu medicação para um zagueiro de futebol americano do ensino médio, que parece que morreu de uma overdose de analgésico.             |     |                  |                       |                |                |        |
| 13 | 13  | "Bad"            | Alex Zakrzewski       | 12.72          | 2 de fevereiro | 113    |
| As tensões estão altas conforme o recurso de Peter começa quando Alicia tem de defender um cliente rico que não parece tão inocente, mesmo depois que ele é considerado inocente por assassinar sua esposa. Enquanto isso, Diane toma precauções quando um prisioneiro que ela colocou na prisão está para ser libertado. |     |                  |                       |                |                |        |
| 14 | 14  | "Hi"             | John Gallagher        | 14.75          | 9 de fevereiro | 114    |
| Alicia defende um homem acusado de matar a babá de seu filho. Enquanto isso, o apelo de Peter parece estar indo bem, e Alicia prepara-se para a ideia de ele voltar à sua vida. |     |                  |                       |                |                |        |
| 15 | 15  | "Bang"           | Rod Holcomb           | 13.29          | 2 de março     | 115    |
| Enquanto Peter se ajeita em casa e continua trabalhando em sua estratégia de retorno, Alicia e Diane lutam com a legislação de privilégio conjugal em um caso de homicídio, a fim de conseguir uma esposa a testemunhar contra o marido.                                                                                  |     |                  |                       |                |                |        |
| 16 | 16  | "Fleas"          | Rosemary Rodriguez    | 13.91          | 9 de março     | 116    |
| Alicia e Will defendem um advogado preso por homicídio, enquanto Peter faz uma estratégia com sua equipe sobre como lidar com seu julgamento e sua reabilitação pública. |     |                  |                       |                |                |        |
| 17 | 17  | "Heart"          | Felix Enriquez Alcala | 13.41          | 16 de março    | 117    |
| Uma sala de audiência de emergência foi criado no meio de um hospital, e Alicia e Will têm de lutar contra Patti Nyholm e uma companhia de seguros, que se recusa a pagar uma cirurgia intra-uterina que é necessária para salvar a vida de um cliente. Enquanto isso, Alicia dá a Peter uma boas-vindas adequada.        |     |                  |                       |                |                |        |
| 18 | 18  | "Doubt"          | Felix Alcala          | 12.06          | 6 de abril     | 118    |
| Alicia e Will tentam defender uma estudante universitária que foi acusada de matar sua irmã da fraternidade, enquanto ajudava a dormir. Ao mesmo tempo, eles devem lidar com a crescente tensão sexual entre eles e Diane e Kurt McVeigh continuam flertando um com o outro.                                              |     |                  |                       |                |                |        |
| 19 | 19  | "Boom"           | Lesli Linka Glatter   | 12.07          | 27 de abril    | 119    |
| Alicia tem de enfrentar seu ex-chefe, Jonas Stern, no tribunal, e debate informações pessoais em seu caso. Enquanto isso, Peter continua a usar a religião na sua tentativa de um retorno. |     |                  |                       |                |                |        |
| 20 | 20  | "Mock"           | Rod Holcomb           | 12.88          | 4 de maio      | 120    |
| Peter se encontra em perigo de voltar para a prisão depois que ele persegue Alicia fora do apartamento, quebrando assim sua prisão domiciliar e fazendo o seu monitor disparar. |     |                  |                       |                |                |        |
| 21 | 21  | "Unplugged"      | Christopher Misiano   | 12.85          | 11 de maio     | 121    |
| A vencedora na competição entre Cary e Alicia por uma vaga na empresa é decidida. |     |                  |                       |                |                |        |
| 22 | 22  | "Hybristophilia" | Fred Toye             | 12.17          | 18 de maio     | 122    |
| Alicia é forçada a defender um homem que afirma ter matado uma mulher em legítima defesa. Enquanto isso, Eli Gold continua suas tentativas de fazer as acusações contra Peter serem retiradas. |     |                  |                       |                |                |        |
| 23 | 23  | "Running"        | James Whitmore Jr.    | 10.58          | 25 de maio     | 123    |
| Alicia deve decidir se ela fica com seu marido ou vai atrás de um relacionamento com Will. |     |                  |                       |                |                |        |

## 2ª temporada
Em 14 de janeiro de 2010, a CBS comprou a segunda temporada da série, porém o número de episódios é desconhecido.

### 2010
| Ep.T. | Ep. | Título            | Diretor(a)          | Estados Unidos | Estados Unidos | Código |
| Ep.T. | Ep. | Título            | Diretor(a)          | Audiência      | Exibição       | Código |
| 24 | 1   | "Taking Control"  | Felix Alcala        | 12.84          | 28 de setembro | 124    |
| Alicia fica dividida entre sua paixão por Will e seu casamento com Peter, sendo forçada a fazer uma escolha. Enquanto isso, ela precisa enfrentar no tribunal seu antigo colega de trabalho Cary, que agora trabalha no escritório da promotoria. |     |                   |                     |                |                |        |
| 25 | 2   | "Double Jeopardy" | Dean Parisot        | 12.76          | 5 de outubro   | 125    |
| Um reservista do Exército é acusado de assassinar sua esposa; Childs se volta para truques sujos na esperança de estragar a campanha de Peter. |     |                   |                     |                |                |        |
| 26 | 3   | "Breaking Fast"   | James Whitmore, Jr. | 11.82          | 12 de outubro  | 126    |
| Um confronto explosivo entre Alicia e Glenn resulta em uma milionária ação de acusação maliciosa; o irmão de Alicia aparece para fazer uma visita depois que seus comentários questionáveis sobre Peter se espalham.                              |     |                   |                     |                |                |        |
| 27 | 4   | "Cleaning House"  | Rosemary Rodriguez  | 12.17          | 19 de outubro  | 127    |
| Alicia se envolve em um escândalo moral, ameaçando a sua carreira; um terceiro candidato para a Procuradoria do Estado surge. |     |                   |                     |                |                |        |
| 28 | 5   | "VIP Treatment"   | Michael Zinberg     | 12.59          | 26 de outubro  | 128    |
| Os sócios têm de decidir se devem aceitar o caso de uma massagista que está acusando um vencedor do Prêmio Nobel de violência sexual; Peter e Eli tentam descobrir o que a candidatura de Wendy significa para a sua campanha.                    |     |                   |                     |                |                |        |
| 29 | 6   | "Poisoned Pill"   | Peter O'Fallon      | 12.33          | 9 de novembro  | 129    |
| Alicia, Will e Diane são pegos de surpresa quando um brilhante advogado com deficiência (Michael J. Fox) usa sua condição para influenciar um júri; Kalinda pede ajuda a um ex-amigo.                                                             |     |                   |                     |                |                |        |
| 30 | 7   | "Bad Girls"       | Jim McKay           | 11.74          | 16 de novembro | 130    |
| Alicia defende uma estrela adolescente acusada de dirigir alcoolizada; o Comitê Democrata diz a Peter para desistir da competição. |     |                   |                     |                |                |        |
| 31 | 8   | "On Tap"          | Roxann Dawson       | —              | 23 de novembro | 131    |